# Dirty Work
Dirty Work er et album fra The Rolling Stones, og udgivet i 1986. Den er historisk da den er blevet indspillet i den periode, hvor forholdet mellem forsangeren Mick Jagger og guitaristen Keith Richards var meget anspændt. 

## Historie
Med denne plade gik bandet tilbage til rock efter at have afprøvet andre genrer på albums som Undercover og Emotional Rescue. Selvom grunden til de vente tilbage muligvis også kunne være, at Mick Jagger havde et begrænset engagement i albummets tilblivelse. 
Dette er det første album efter den nye kontrakt med CBS Records. Dirty Work indspilningerne begyndte i 1985 i Paris og stod på i to måneder, hvorefter der indtrådte en pause. Kort før de startede udgav Mick Jagger sit første solo album She’s the Boss til stor irritation for Keith Richards, hvis førsteprioritet var The Rolling Stones, ligesom Richards var forbløffet over, at Jagger gik efter en karriere som popstjerne. Derfor var det ikke overraskende, at der under indspilningerne var gnidninger, da Jagger ofte var fraværende for at kunne promovere sit soloalbum. Albummet er indspillet af Richards sammen med Ron Wood, Bill Wyman og Charlie Watts. Jaggers vokal blev tilføjet senere.  
Kløften mellem Richards og Jagger blev åbenlyst under Live Aid, 13. juli 1985, hvor Jagger optrådte som solist, mens Richards og Wood spillede på akustisk guitar og Bob Dylan sang til . 
Charlie Watts var ikke involveret ret meget i indspilningerne, da han i den periode var dybt afhængig af heroin og alkohol. Watts fortalte Ed Bradley på 60 Minutes, i 1999, at han var afhængig af heroin og alkohol i perioden 1980erne, og dette var grunden til, at der på Undercover og Dirty Work er krediteret forskellige trommeslagere. 
Blandt andet spiller Steve Jordan og Anton Fig på nogle af sangene, det samme gør Ron Wood der spiller på trommer på nummeret "Sleep Tonight", hvor Richards synger.
Mick Jagger brugte senere Watts' udtalelse som hovedårsag til ikke at tage på tour med Dirty Works i 1986, for i stedet at koncentrere sig om sit soloalbum.
På grund af Jaggers ringere engagement som sangskriver til albummet er fire af albummets otte sange krediteret som Jagger/ Richards/ Ron Wood og én Jagger/ Richards/ Chuck Leavell. Kun tre blev krediteret som Jagger/ Richards, det er det laveste antal siden Out Of Our Heads. Dirty Work er også det første album, hvor Keith Richards synger to sange, men der ville komme flere af disse albums.
Den 12. december 1985 blev en sort dag for The Rolling Stones, da Ian Stewart, deres livslange ven, road manager og pianist, døde pludselig af et hjertetilfælde i en alder af 47 år. For at ære deres gamle ven blev et nummer, hvor Stewart spiller Big Bill Broonzy "Key to the Highway" lagt på albummet som "skjult nummer" under titlen "Sleep Tonight".
I marts 1986 blev det første cover af singlen "Harlem Shuffle" udgivet. Den blev nummer tretten i England og fem i USA. 
Dirty Work blev udgivet en uge efter "Harlem Shuffle", og fik en fjerdeplads både i England og i USA. Albummet solgte platin.

## Spor
- Alle sangene er skrevet af Mick Jagger and Keith Richards udtaget hvor andet er påført.

1. "One Hit (to the Body)" (Mick Jagger/Keith Richards/Ron Wood) – 4:44 
  -  Med Jimmy Page på guitar og Patti Scialfa og Bobby Womack som kor.
2. "Fight" (Mick Jagger/Keith Richards/Ron Wood) – 3:09
3. "Harlem Shuffle" (Bob Relf/Ernest Nelson) – 3:24 
  -  Med Bobby Womack og Tom Waits som kor.
4. "Hold Back" – 3:53
5. "Too Rude" (Lydon Roberts) – 3:11
6. "Winning Ugly" – 4:32
7. "Back to Zero" (Mick Jagger/Keith Richards/Chuck Leavell) – 4:00 
  -  Med Bobby Womack på guitar.
8. "Dirty Work" (Mick Jagger/Keith Richards/Ron Wood) – 3:53
9. "Had It with You" (Mick Jagger/Keith Richards/Ron Wood) – 3:19
10. "Sleep Tonight" – 5:11 
  -  Med Patti Scialfa som kor.
11. (Skjult nummer) (Big Bill Broonzy/Charles Segar) – 0:33

- Track 11 er en optagelse af "Key to the Highway" spillet af Ian Stewart, der døde den 12. december 1985, lige før “Dirty Work” blev færdigt.

## Musikere
- Mick Jagger – Sang, Kor, Mundharmonika
- Keith Richards – Elektrisk Guitar, Kor, Sang, Akustisk Guitar, Klaver
- Charlie Watts – Trommer
- Ron Wood – Elektrisk Guitar, Kor, Bass, Akustisk Guitar, Pedal Steel Guitar, Trommer, Tenor Saxofon
- Bill Wyman – Bass, Synthesizer
- Jimmy Cliff – Kor
- Dan Collette – Trompet
- Don Covay – Kor
- Beverly D'Angelo – Kor
- Anton Fig – Shakers
- Chuck Leavell – Keyboard, Synthesizer, Orgel
- Kirsty MacColl – Kor
- Dollette McDonald – Kor
- Ivan Neville – Kor, Bass, Orgel, Synthesizer
- Jimmy Page – Elektrisk Guitar
- Janice Pendarvis – Kor
- Patti Scialfa – Kor
- Tom Waits – Kor
- Bobby Womack – Kor, Elektrisk Guitar

### Fodnote
1. ↑  "youtube.com: Keith Richards & Ron Wood optræder til Live Aid med Bob Dylan". Arkiveret fra originalen 29. november 2015. Hentet 9. august 2015.